# (8469) 1981 TZ
(8469) 1981 TZ est un astéroïde de la ceinture principale découvert en 1981.

## Description
(8469) 1981 TZ a été découvert le 5 octobre 1981 à la Station Anderson Mesa, un des deux sites d'observation de l'Observatoire Lowell, Arizona (États-Unis), par Norman G. Thomas.

### Caractéristiques orbitales
L'orbite de cet astéroïde est caractérisée par un demi-grand axe de 2,80 UA, un périhélie de 2,36 UA, une excentricité de 0,16 et une inclinaison de 9,17° par rapport à l'écliptique. Du fait de ces caractéristiques, à savoir un demi-grand axe compris entre 2 et 3,2 UA et un périhélie supérieur à 1,666 UA, il est classé, selon la JPL Small-Body Database, comme objet de la ceinture principale.

### Caractéristiques physiques
(8469) 1981 TZ a une magnitude absolue (H) de 12,9 et un albédo estimé à 0,042.